# Cenk Uygur

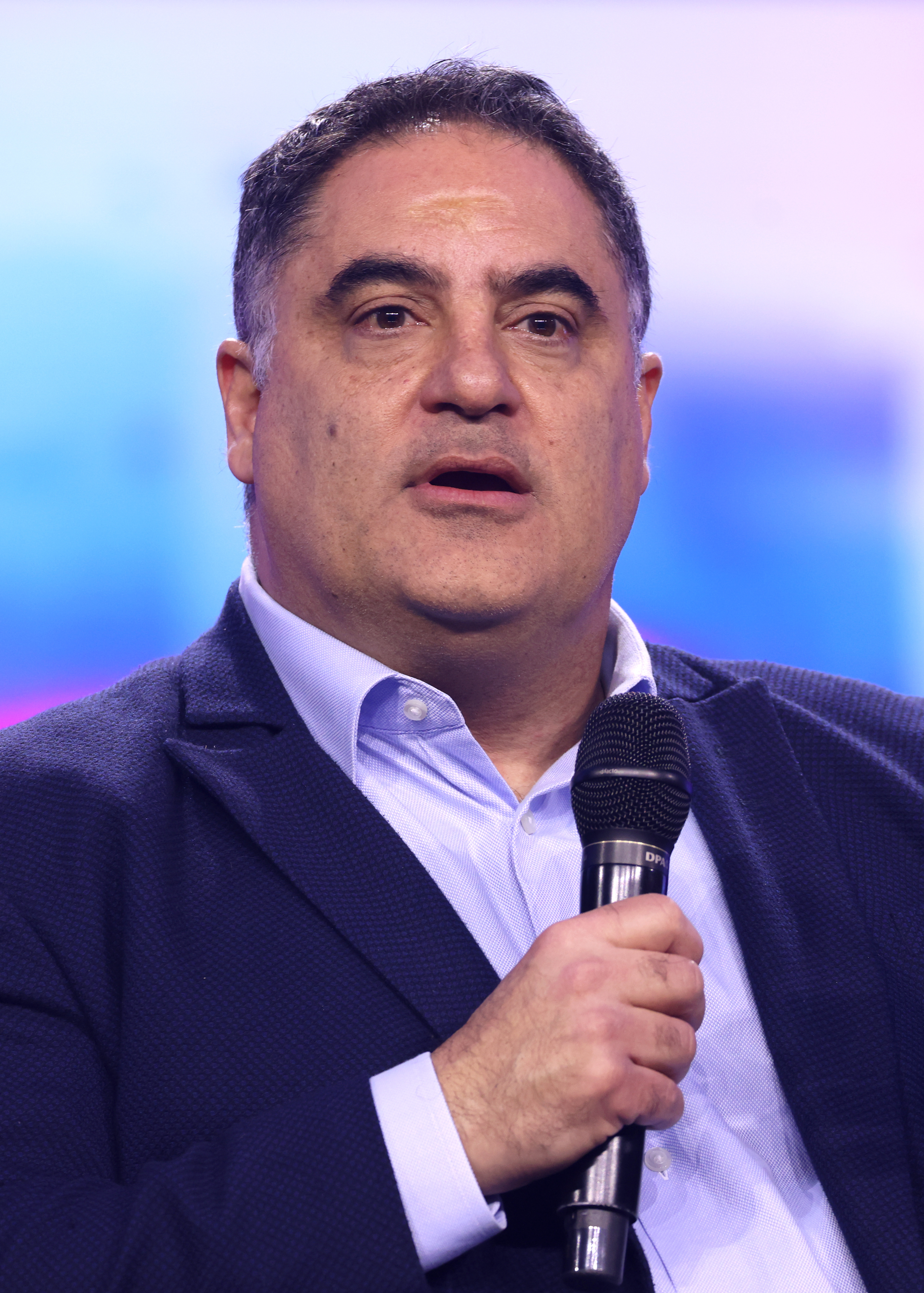
Cenk Uygur (2024)

Cenk Kadir Uygur (* 21. März 1970 in Istanbul) ist ein türkischstämmiger US-amerikanischer Radio- und Internetmoderator, Autor und politischer Aktivist. Er wurde bekannt als Mitbegründer und Hauptmoderator der webbasierten News-Talkshow The Young Turks.

## Leben
Uygur wurde in der Türkei geboren und wuchs dort bis zu seinem achten Lebensjahr auf, als seine Familie in die USA übersiedelte und sich in New Jersey niederließ. Später besuchte er die East Brunswick High School und studierte Management an der Wharton School der University of Pennsylvania („Penn“) und Rechtswissenschaft an der Columbia Law School. An der Penn spielte er Rugby unter anderem mit Greg Lippmann, der eine zentrale Rolle in den Monaten vor der Weltfinanzkrise spielte.
Danach arbeitete er für einige Zeit für eine New Yorker Anwaltskanzlei, begann aber schon bald, sich als Radiomoderator und -kommentator bei einem Lokalsender in Miami zu betätigen. Zu dieser Zeit freundete er sich mit dem Moderator Ben Mankiewicz an. Nachdem seine Sendung abgesetzt worden war, suchte Uygur sich Arbeit als Autor für das Fernsehen in Los Angeles.
Im Februar 2002 entschied er, eine eigene Talkshow zu gründen und über einen Offenen Kanal zu senden; er nannte sie The Young Turks, ein Name, den er schon zuvor für eigene Projekte benutzt hatte. Für die neue Sendung engagierte er Mankiewicz, seinen Jugendfreund David Koller und Jill Pike. Zudem wurden mehrere Praktikanten engagiert, von denen einige später fest angestellt wurden. Seit Dezember 2011 wurde TYT auch über den von Al Gore gegründeten Sender Current TV verbreitet, Uygur und sein Team verließen den Sender jedoch 2013, nachdem er von Al Jazeera aufgekauft wurde, um ihre Arbeit in einem eigenen Studio fortzusetzen. Uygur ist auch als Gastkommentator für MSNBC und die Huffington Post tätig.

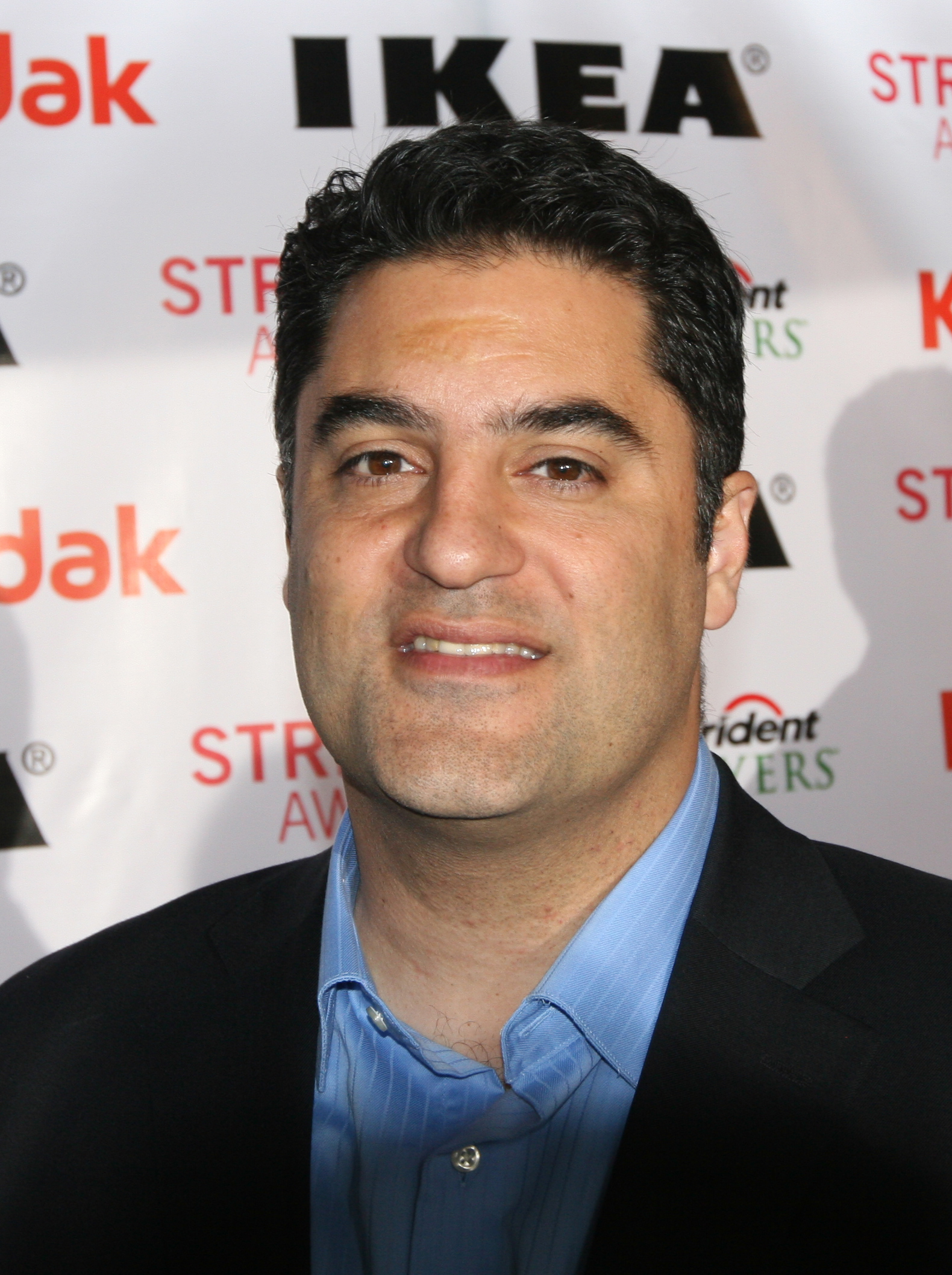
Cenk Uygur (2010)

2012 geriet er in die Kritik, weil er in früheren Veröffentlichungen aus den Jahren 1991 und 1999 den türkischen Völkermord an den Armeniern geleugnet hatte. Später gab er an, damals nicht genug über das Thema gewusst zu haben, widerrief seine früheren Aussagen und erkannte den Völkermord voll an. 2018 äußerte Ana Kasparian sich dazu in ihrer YouTube-TV-Sendung NoFilter und nahm dabei Bezug auf eine kürzlich vorher ausgestrahlte Episode von The Young Turks. Den Vorwürfen, den Völkermord immer noch zu verneinen, widersprach Uygur in der Folge mehrere weitere Male.
2017 geriet Uygur erneut in die Kritik wegen drastischer und abwertender Aussagen über Frauen, die er bis 2004 in seinem damaligen Blog getätigt hatte. Uygur distanzierte sich von seinen früheren Aussagen und bat um Entschuldigung.

## Politische Karriere
Uygur unterstützte den progressiven US-Präsidentschaftskandidaten Bernie Sanders und trat 2016 bei mehreren von dessen Wahlkampfveranstaltungen auf. Uygur ist einer der Gründer von Justice Democrats und von Wolf PAC, einem überparteilichen Political Action Committee, das versucht, eine Änderung der Verfassung zu erreichen, um Großspenden von Unternehmen und Unternehmern an Kandidaten und Parteien zu unterbinden.
Am 12. November 2019 sprach er sich für Bernie Sanders als Präsidentschaftskandidat der Demokraten bei den Wahlen 2020 aus („Endorsement“). Er verkündete zwei Tage später, am 14. November 2019, selber im 25. Kongressbezirk von Kalifornien für das Repräsentantenhaus der Vereinigten Staaten kandidieren zu wollen. In diesem Bezirk fanden am 5. März offene Vorwahlen für eine außerordentliche und eine reguläre Wahl statt. Für seine Kandidatur bekam er Endorsements unter anderem von Bernie Sanders, Andrew Yang, drei weiteren demokratischen Präsidentschaftskandidaten, dem Abgeordneten Ro Khanna, seinen Mitarbeitern Ana Kasparian, John Iadarola, Emma Vigeland, dem politischen Kommentator Kyle Kulinski, dem Schauspieler John Cusack und vielen anderen Prominenten. Nach Kritik an früheren Äußerungen Uygurs gab er am 13. Dezember 2019 bekannt, keine Endorsements zu akzeptieren, wonach Sanders und Khanna ihre zurückzogen.
Nach Verkündigung seiner Kandidatur wurde Uygur von Accounts in sozialen Medien und von der Presse wegen kontroverser Äußerungen angegriffen. So wurde von der New York Times behauptet, er habe den US-Neonazi David Duke zugestanden, kein Rassist zu sein. Uygur gab dazu an, er habe Duke während eines einstündigen Interviews mehrmals als Antisemiten und Rassisten bezeichnet und das Interview sarkastisch abgeschlossen. Die New York Times korrigierte sich danach. Außerdem wurde kritisiert, dass er 2016 das männliche Fußballteam der Universität von Harvard verteidigt hatte, nachdem bekannt wurde, dass dessen Mitglieder die Attraktivität von Frauen auf einer Skala von 1 bis 10 bewertet hatten. Uygur sagte, er wolle nicht die privaten Kommentare der Männer kontrollieren.
Am Wahltag bekam Uygur in beiden Wahlen den vierten Platz und blieb damit weit vom Einzug in die Stichwahlen entfernt. Am Folgetag bedankte er sich bei seinen Unterstützern.

## Privatleben
Uygur stammt aus einer sunnitischen Familie, beschreibt sich selbst aber als Agnostiker. Er ist mit der Familientherapeutin Wendy Lang Uygur verheiratet, mit der er einen 2010 geborenen Sohn und eine 2012 geborene Tochter hat.

## Rezeption
Im US-Film Mad As Hell (2014) dokumentiert Andrew Napier das Leben des Moderators.

## Publikationen
- 2023: Justice Is Coming: How Progressives Are Going to Take Over the Country and America Is Going to Love It, St Martins Press Verlag, ISBN 978-1-250-27279-9
  - 2023: Justice Is Coming: How Progressives Are Going to Take Over the Country and America Is Going to Love It, Macmillan Audio (Hörbuch, Autorenlesung)